# Yngve Söderlund
Sixten Yngve Söderlund, född 23 mars 1909 i Göteborg, död 5 februari 1978 i Stockholm, var en svensk jurist.
Yngve Söderlund blev juris kandidat 1932, gjorde tingstjänstgöring 1932–1935 och blev extra fiskal i Göta hovrätt 1935. Han var sekreterare i domsaga 1937–1939, tjänstgjorde vid Industrikommissionen och i Folkhushållningsdepartementet 1940–1942, utsågs till extra ordinarie assessor 1943, var tillförordnad byråchef hos Justitiekanslern 1946–1948 och byråchef vid Riksåklagarämbetet 1949–1951. Söderlund blev assessor i Hovrätten för Västra Sverige 1948 och utnämndes till hovrättsråd 1950. Han var expeditionschef i Handelsdepartementet 1952–1957, tillförordnad justitiekansler 1954–1956 och justitieråd i Högsta domstolen 1957–1969.
Han utsågs 1969 till verkställande direktör för Stockholms stads brandförsäkringskontor. Han hade också flera olika utredningsuppdrag inom det statliga kommittéväsendet samt hade styrelseuppdrag i Stockholms sjukhem, Svenska försäkringsbolagens riksförbund och Försäkringsbranschens serviceaktiebolag.